# Federico Azcárate
Pour les articles homonymes, voir Azcárate.
Federico Azcárate est un footballeur argentin né le 15 juin 1984  à Mar del Plata.

## Carrière
- 2002-2003 : FC Cartagena  Espagne
- 2003-2004 : Real Murcie  Espagne
- 2004-2005 : Real Murcie  Espagne
- 2005-2006 : Atlético de Madrid  Espagne
- 2006-2007 : Atlético de Madrid  Espagne
- 2007-2008 : AEK Athènes  Grèce
- 2008-2010 : Polideportivo Ejido  Espagne
- 2010- : Club Deportivo Leganés  Espagne